# Torre civica (Macerata)
La Torre civica di Macerata, detta anche Torre dell'orologio o Torre dei Tempi, è una torre storica di Macerata situata in Piazza della Libertà.

## Storia
In data 2 ottobre 1483 è documentato l'affidamento, da parte del Comune di Macerata, della costruzione della torre civica al maestro Matteo d'Ancona. La costruzione della Torre civica di Macerata iniziò intorno al 1492 grazie al lavoro di Matteo d'Ancona e proseguì sui disegni di Galasso Alghisi da Carpi nel '500. La torre venne ultimata nel 1653.

Sul basamento che si affaccia sulla piaggia della torre si trova la lapide dedicata a Vittorio Emanuele II che fino al 2015 occupava lo spazio dell'antico orologio ripristinato recentemente. 

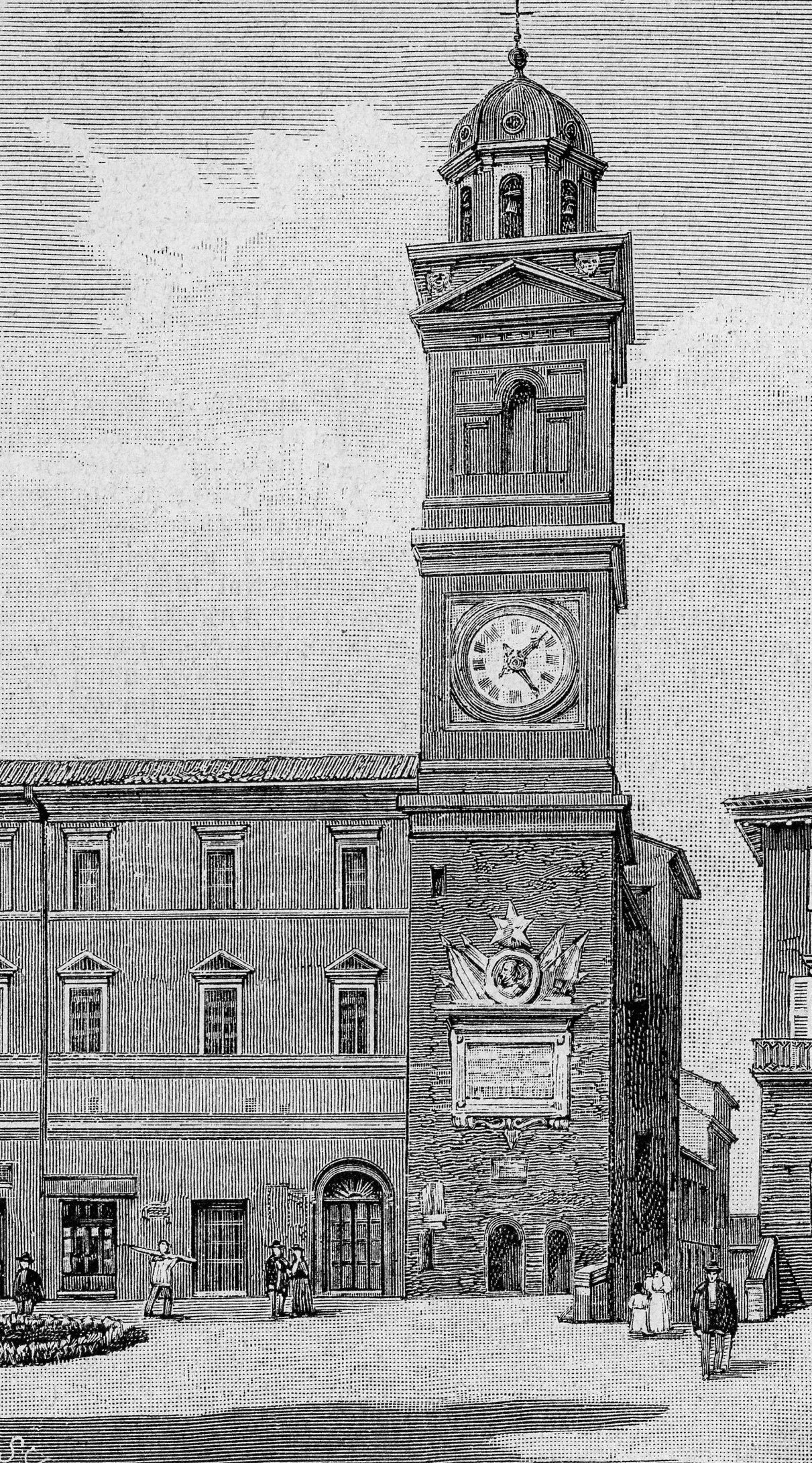
Macerata – Torre Maggiore e Teatro Lauro Rossi (xilografia)

Dalla terrazza del coronamento è possibile godere di una veduta a 360° sul territorio circostante che include, tra le altre cose, le colline, i monti Sibillini e il mare Adriatico. La torre è aperta alle visite turistiche e rientra nella rete di Macerata Musei.

## Orologio astronomico
L'orologio astronomico di Macerata, unico al mondo ad avere nel quadrante le fasi lunari e il movimento dei pianeti, è la replica dell'originale del 1571 dei fratelli Ranieri da Reggio Emilia realizzata dal maestro Alberto Gorla.
Negli anni l'orologio venne guastato da un fulmine, più avanti manomesso e rimpiazzato dalla lapide in onore a re Vittorio Emanuele II.
L'opera rappresenta la cosmologia rinascimentale, illustrata nel suo quadrante, e la fede, simboleggiata dal carosello dei Magi adoranti la Vergine con il Bambino. Il carosello dei Magi si può ammirare alle ore 12 ed alle ore 18.

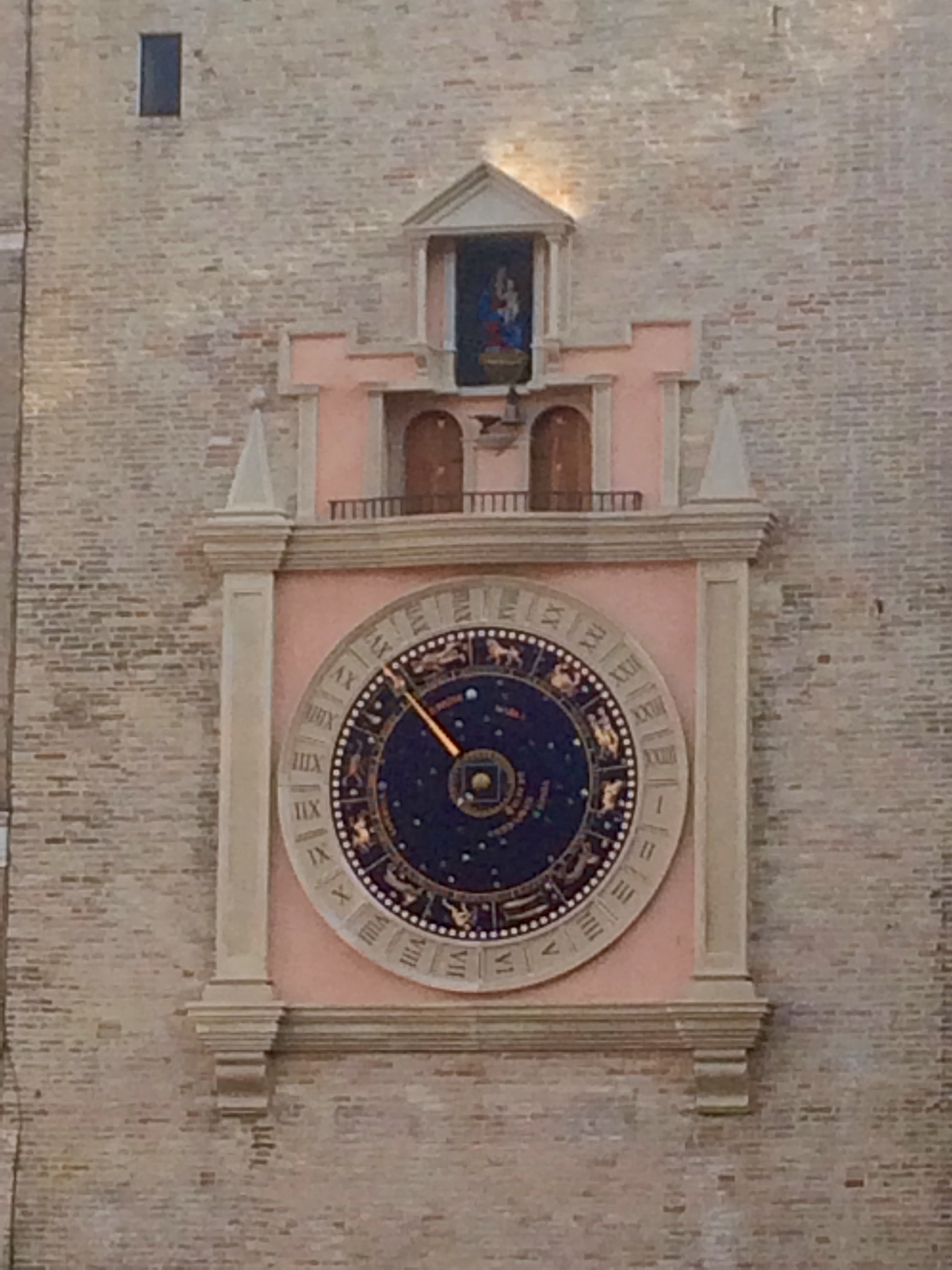
L'orologio planetario di Macerata.
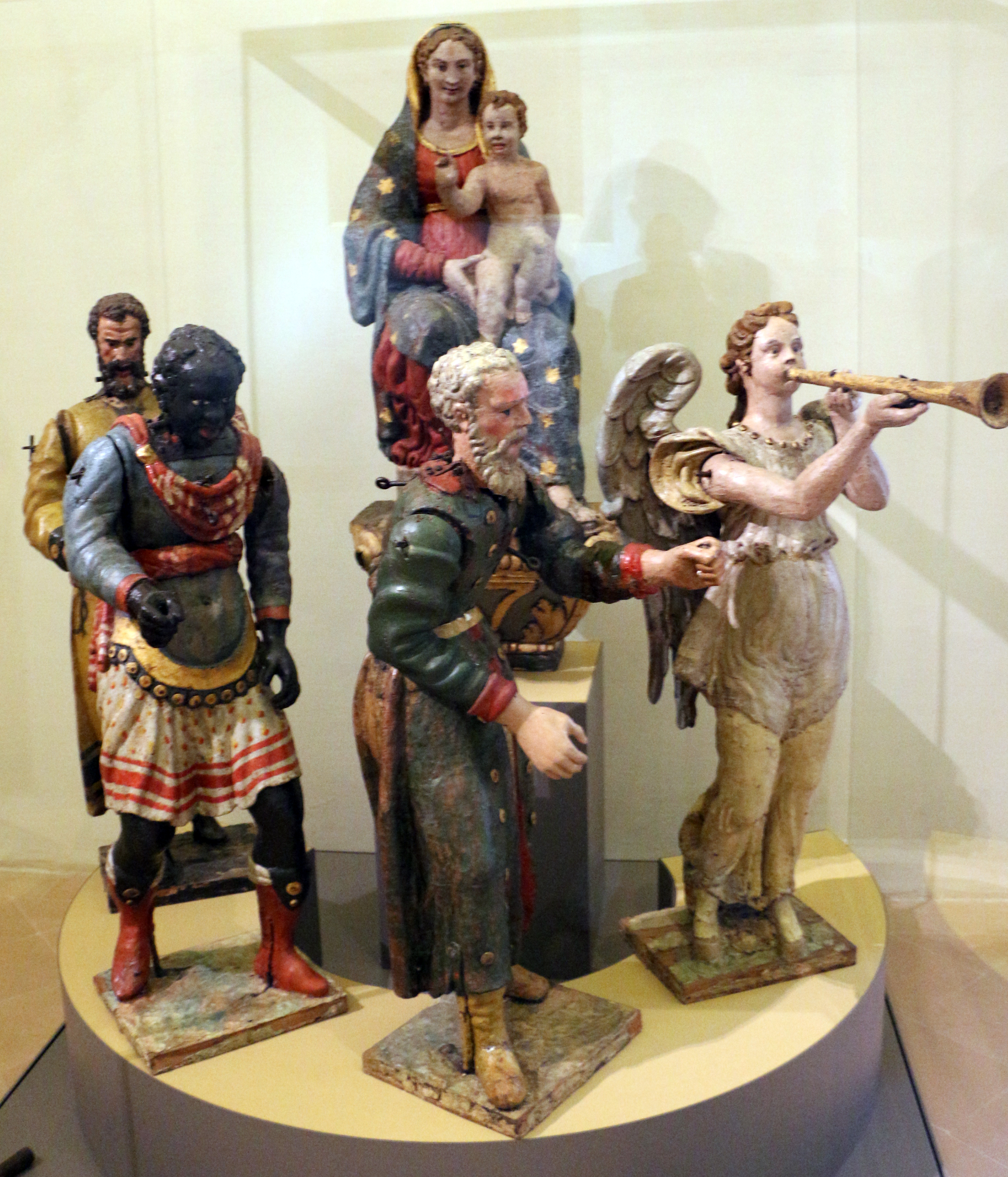
Gli automi originari del carosello.
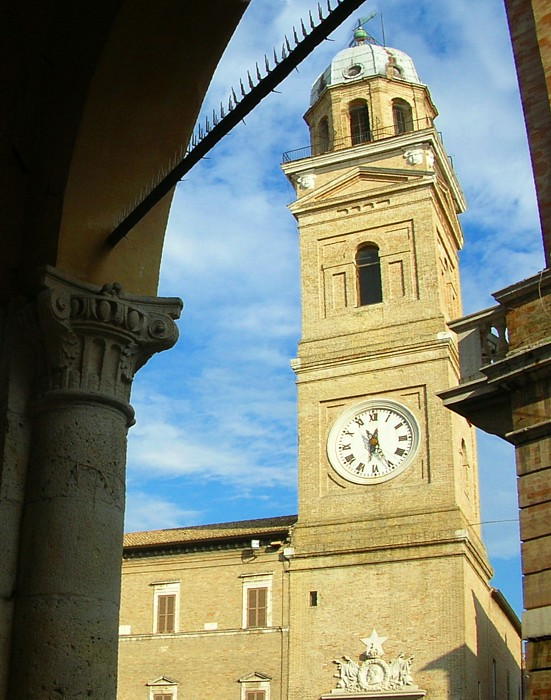
La torre vista dalla Loggia dei Mercanti
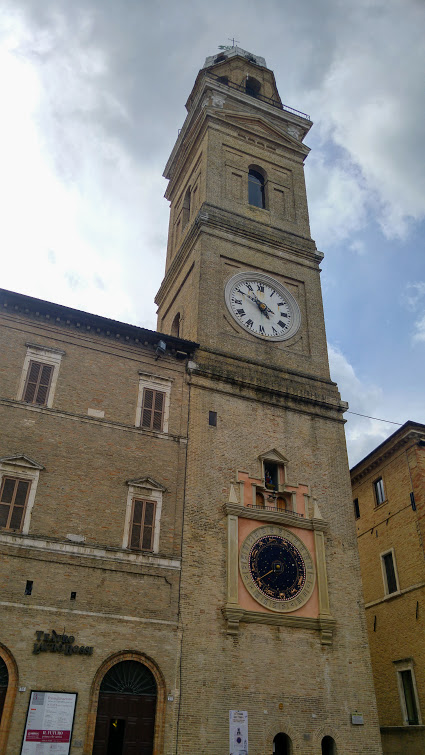
La torre e l'orologio.